# ノーマン・カーク
ノーマン・エリック・カーク（Norman Eric Kirk、1923年1月6日 - 1974年8月31日）は、ニュージーランドの政治家。第29代首相。

## 来歴

### 政治家になるまで
ワイマテ生まれ。学業が思わしくなく13歳で学校を卒業後、鉄道職員などを務める。地理と歴史に興味を持ち、図書館に通い独学する。カークの地理と歴史に対する興味はその後、国際問題、外交問題への関心につながる。1941年に兵役に就くも、健康状態が思わしくなく、その後いくつかの職に就く。
20歳で結婚し、その後5人の子どもをもうける。同年ニュージーランド労働党へ入党し、労働党のカイアポイ事務所に勤める。自宅を自ら建て、井戸も自力で掘った。カークの建てた家は現存し、地元の名所でもある。1953年にカイアポイ市長に当選し、ニュージーランドの最年少市長となる。1957年にリトルトン地区から出馬し国会議員になる。労働党内で次第に影響力を強め、1963年に副党首、1964年に党首に就任する。1972年の総選挙で勝利し、第29代首相に就任する。

### 首相就任後
首相就任後はとりわけ外交問題に尽力し、アジア諸国とアフリカ諸国との連携に力を発揮した。1972年にフランスによる大気圏内核実験に反対し、ニュージーランドとオーストラリアは国際司法裁判所へ提訴する。1973年には南太平洋のムルロア環礁へニュージーランド海軍の艦船を派遣し、核実験に対する抗議行動を起こす。また、南アフリカ共和国のアパルトヘイトに反対し、南アフリカのラグビーチーム訪問を拒否した。
1974年ごろから心臓に病をもち、休暇をとるようになるも仕事量は落とさなかった。同年8月下旬に病状が悪化し入院するも、その3日後に死去する。同年9月6日に国葬が執り行われる。ノーマンの死後、ヒュー・ワットが代理首相に就任した。